# Пам'ятник Катерині II (Сімферополь)
Пам'ятник Катерині II (крим. II Yekaterina eykeli) — пам'ятник імператриці Катерині II в місті Сімферополі. Існував з 1890 по 1921 рік.
Незаконно відновлений після окупації міста Росією у 2016 році. Висота монумента 10 метрів, вага близько 7 тонн.

## Перший пам'ятник
Автором першого пам'ятника імператриці Катерині II був академік Імператорської Академії Художеств Н. А. Лаверецький. Зведення пам'ятника було приурочено до столітнього ювілею анексії Криму Російською імперією. Роботи велись на народні пожертвування. Суттєву допомогу в організації збору коштів, конкурсу і будівництва виявили Таврійський губернатор Андрій Микитович Всеволозький, Таврійський губернський ватажок дворянства В. В. Олів, Сімферопольський ватажок дворянства Василь Попов. Василь Попов, як і губернатор, пожертвував на спорудження пам'ятника чимало власних коштів.
Монумент урочисто відкрився 18 жовтня 1890 року на території міського саду. Монумент представляв собою бронзову статую імператриці на гранітному п'єдесталі. У правій руці Катерина II тримає скіпетр і розгорнуту карту Криму, ліва — простягнута до міста. Навколо підніжжя пам'ятника розташовувалися скульптури державних діячів катеринської епохи, які брали участь у анексії Криму Російською імперією — князів Григорія Потьомкіна-Таврійського і Василя Долгорукова-Кримського, полководця Олександра Суворова, посланця Росії у Туреччині Якова Булгакова
29 квітня 1919 року голова Сімферопольського ревкому Євгенія Багатурьянц дала розпорядження демонтувати пам'ятник. Остаточно бронзовий пам'ятник був демонтований радянською владою у травні 1921 року. На його місці з'явився «Пам'ятник Свободи» (пам'ятник визволення Криму) — фігура пролетарія з гіпсу, цементу і арматури. Перед совєцько-німецькою війною він був замінений на пам'ятник Леніну.
У 1990-і роки були спроби відновити пам'ятник Катерині II, але ця ідея не отримала підтримку української влади та кримськотатарської спільноти.

## Відновлення окупаційною владою
2 червня 2007 року відбулася церемонія закладки нового пам'ятника. Проти закладки пам'ятника виступав Меджліс кримськотатарського народу і Конгрес українських націоналістів.
У 2014 році після окупації Криму Російською Федерацією окупаційний «мер Сімферополя» повідомив, що міська влада після спілкування з Митрополитом Симферопольским і Кримським Лазарем мають намір відновити пам'ятник. Навколо пам'ятника буде створена паркова зона по проєкту минулих років — з гарними ліхтарями, огорожею, фонтанами.
З січня 2015 року окупаційним «сектором по охороні культурної спадщини Сімферополя» з Творчою майстернею Рукавишникових (м. Москва) почалася робота по організації відтворення пам'ятника Катерині II у бронзі у виконанні Народного художника Росії, академіка, скульптора Рукавишникова А. І., з наступною передачею пам'ятника як дару для встановлення його у місті Сімферополі.
У березні 2015 року колаборантська Міжрегіональна громадська організація «Русское единство», котру очолює Олена Аксьонова, виступила з ініціативою відновити історичний монумент у Сімферополі. Проєкт підтримав Фонд святителя Василія Великого, який оголосив загальноросійський збір коштів на відновлення пам'ятника. Для цього був відкритий спеціальний рахунок, де вдалось зібрати близько 47 млн рублів, гроші збирали у тому числі через смс-пожертвування.
Макет нового монументу був розроблений на основі збережених описів і фотографій московськими скульпторами К. Кубишкіним і І. Яворським. Генеральним підрядником виступив скульптурно-виробничий комбінат «Літ Арт» з підмосковного міста Жуковський. Створення пам'ятника почалося у березні 2016 року у місті Жуковському Московської області. У червні пам'ятник був виготовлений, доставлений у Сімферополь і 25 червня встановлений на постамент. Відновлений пам'ятник Катерині II відкрито 19 серпня 2016 року.
У 2021 році пам'ятник тріснув, в окупаційній «адміністрації Сімферополя», коментуючи ситуацію з ушкодженим пам'ятником, повідомили, що про проблему знають і шукають шляхи її вирішення.

## Галерея

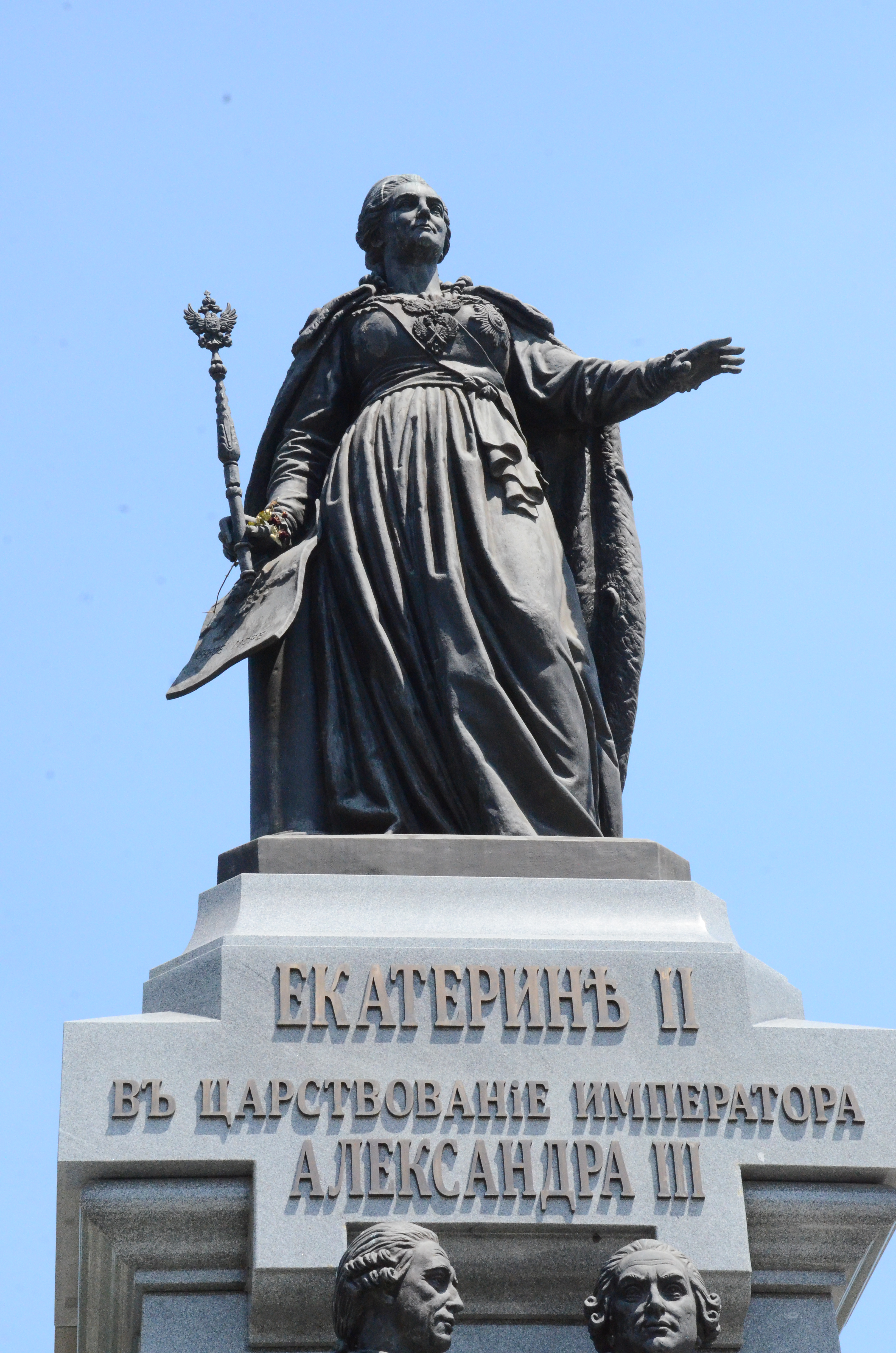